# Urocteana poecilis
Urocteana poecilis är en spindelart som beskrevs av Roewer 1961. Urocteana poecilis ingår i släktet Urocteana och familjen Oecobiidae.
Artens utbredningsområde är Senegal. Inga underarter finns listade i Catalogue of Life.